# Brasilianisch-neuseeländische Beziehungen
Die brasilianisch-neuseeländischen Beziehungen umfassen die bilateralen Beziehungen zwischen Brasilien und Neuseeland. Sie unterhalten seit 1964 offizielle diplomatische Beziehungen.
Ihr Verhältnis gilt als sehr gut, wenn auch noch ausbaufähig. Der bilaterale Handel, die gegenseitige Diaspora und ein reger Studentenaustausch bestimmen ihre Beziehungen. Beide Länder sind bedeutende Exportnationen landwirtschaftlicher Erzeugnisse und arbeiten insbesondere in der Cairns-Gruppe eng zusammen, auch ihre Zusammenarbeit in Gremien wie der Global Research Alliance on Agricultural Greenhouse Gases (Forschung zu Treibhausgasen in der Landwirtschaft), dem Antarktis-Vertrag oder dem Global Trade and Gender Arrangement (Geschlechtergerechtigkeit in der Wirtschaft) sind zu nennen. Zudem sind sie beide traditionelle Einwanderungsländer, teilen ähnliche Werte und eine europäisch geprägte Kultur mit heute offiziell geschützten, historisch aber lange verfolgten Ureinwohnern. Sie haben gegenseitige Visumfreiheit vereinbart.
Im Jahr 2024 waren 1.345 neuseeländische Staatsbürger in Brasilien gemeldet, Neuseeland hatte laut Zensus 2018 insgesamt 6.663 brasilianische und brasilianisch-stämmige Einwohner. Der Verein Brasileirinho NZ aus dieser brasilianischen Community bewahrt und macht brasilianische Kultur und die Portugiesische Sprache in Neuseeland bekannt. Er gibt zu dem Zweck Sprachkurse, organisiert portugiesischsprachige Spielgruppen und Sprachunterricht für Kleinkinder, veranstaltet Kulturtermine und unterhält eine portugiesischsprachige Kinder- und Jugendbibliothek.

## Geschichte

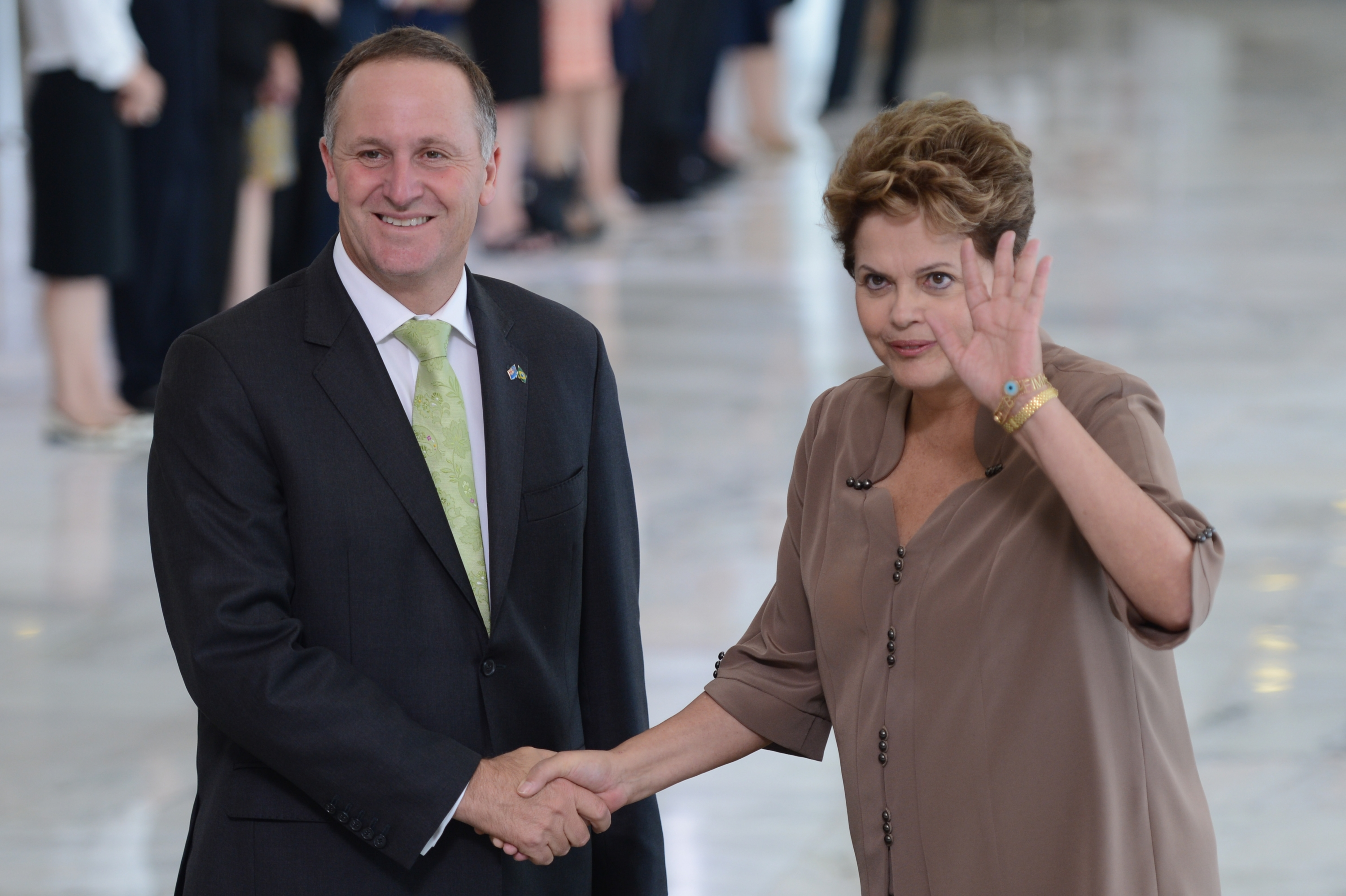
Neuseelands Regierungschef John Key und die brasilianische Präsidenten Dilma Rousseff beim ersten neuseeländischen Staatsbesuch in Brasilien 2013.

Die ersten Einwanderer aus Brasilien wurden in Neuseeland im Jahr 1874 dokumentiert. Im Zweiten Weltkrieg kämpfte brasilianisches und neuseeländisches Militär gemeinsam im Italienfeldzug (1943–1945) auf alliierter Seite.
1964 nahmen Brasilien und Neuseeland erstmals direkte offizielle diplomatische Beziehungen auf. Nach der Eröffnung der brasilianischen Botschaft in Neuseeland 1997 erfuhren ihre bis dahin kaum entwickelten Beziehungen eine erste Intensivierung. Neuseeland eröffnete 2001 ebenfalls eine eigene Botschaft in Brasilien, und beide Länder begannen im gleichen Jahr regelmäßige bilaterale Konsultationen.
2013 kam der neuseeländische Premier John Key als erster Regierungschef zum Staatsbesuch nach Brasilien, und ihre Beziehungen erlebten insbesondere in den Bereichen Sport, Tourismus, Bildung, Landwirtschaft, Handel und Investitionen eine Intensivierung. Dabei unterzeichneten beide Seiten ein erstes Luftfahrtabkommen, das 2018 in Kraft trat und erstmals direkte Flugverbindungen zwischen beiden Ländern ermöglichte. 
2017 fand das siebte der 2001 vereinbarten regelmäßigen brasilianisch-neuseeländischen Treffen statt, 2018 folgte in der brasilianischen Hauptstadt Brasília die achte Auflage ihrer bilateralen Konsultationen.

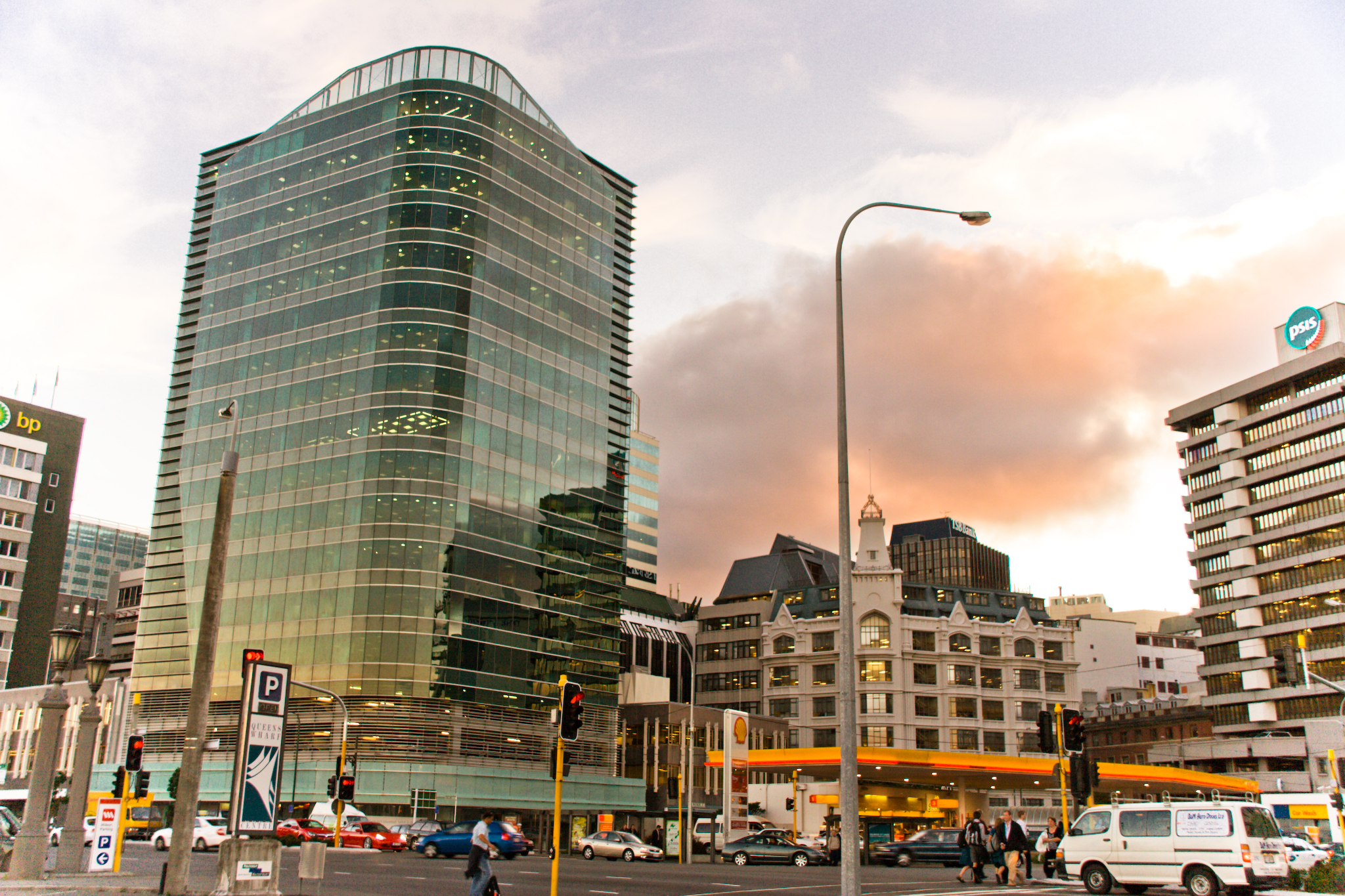
Der Maritime Tower in Wellington, Sitz der brasilianischen Botschaft in Neuseeland.

## Diplomatie
Brasilien unterhält eine Botschaft in der neuseeländischen Hauptstadt Wellington. Konsulate darüber hinaus hat Brasilien in Neuseeland nicht.
Neuseeland führt eine Botschaft in der brasilianischen Hauptstadt Brasília und ein Generalkonsulat in São Paulo, der größten Stadt Brasiliens.

## Wirtschaft

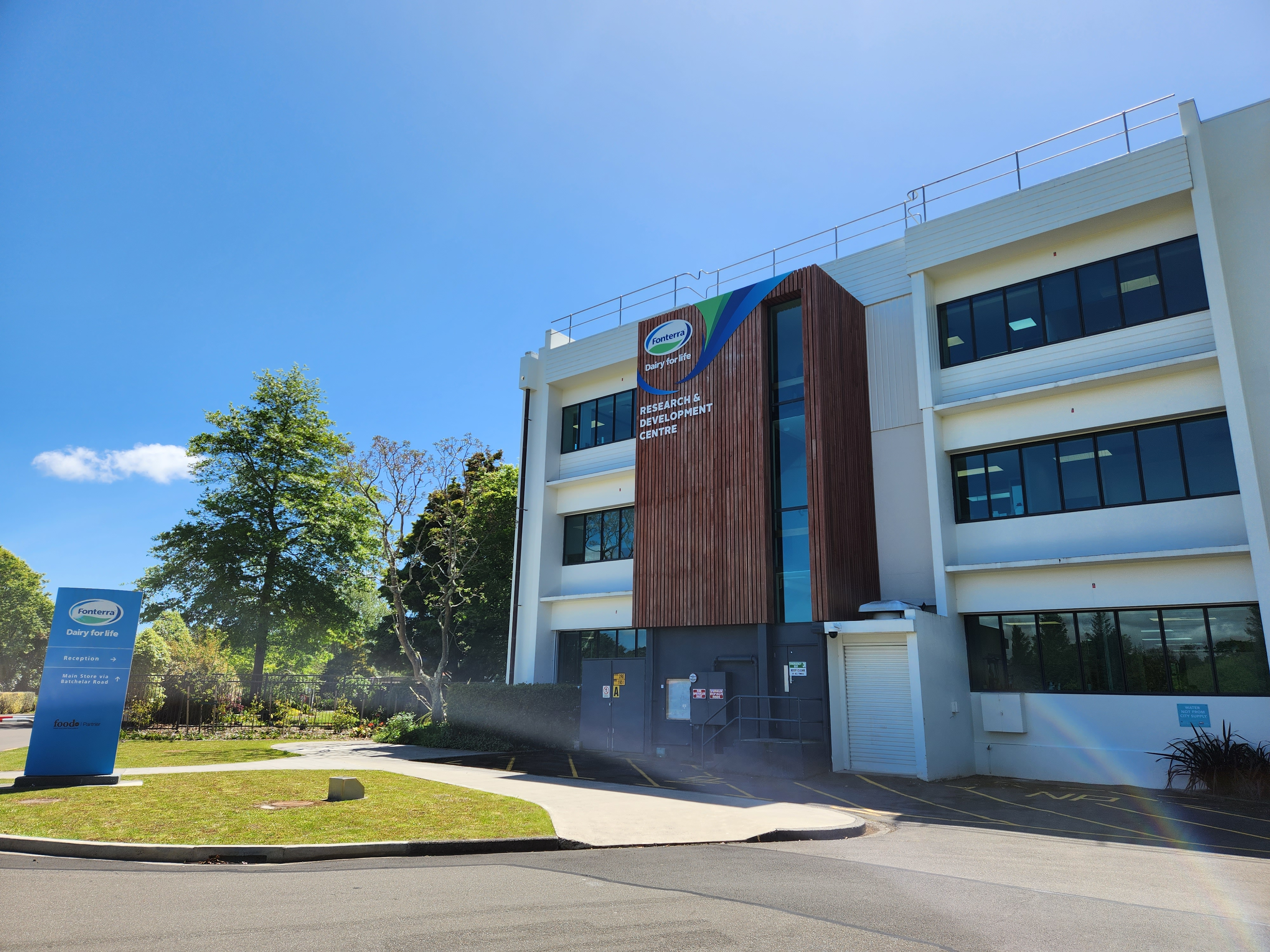
Forschungs- und Entwicklungsabteilung des Fonterra-Konzerns: Milchprodukte sind traditionell ein wichtiges Exportgut Neuseelands nach Brasilien.

Der brasilianisch-neuseeländische Handel befindet sich im Wachstum und stetem Wandel, gilt dabei aber weiter als ausbaufähig und konnte die beidseitigen Erwartungen bislang noch nicht erreichen. Im Jahr 2021, nach einem zusätzlichen Einbruch in Folge der weltweiten COVID-19-Pandemie, belief sich das Volumen des brasilianisch-neuseeländischen Handels auf knapp 150 Mio. US-Dollar. 83,5 Mio. US-Dollar brasilianischer Exporte standen dabei 66,3 Mio. neuseeländischer Ausfuhren gegenüber, so dass sich ein Handelsbilanzüberschuss von 17,2 Mio. zu Gunsten Brasiliens ergab. Die wichtigsten Ausfuhrgüter Brasiliens waren Zellulose (14,2 %), Kaffee (12,3 %), Zucker (10,4 %) und Orangensaft (3,5 %), Neuseelands wichtigste Ausfuhrgüter waren Casein (11,1 %), Früchte und Nüsse (9,5 %), Milchprodukte (9,4 %), Lactose (7,1 %) und therapeutische Beatmungsgeräte (6,8 %)
Im Jahr 2023 hatte sich das Handelsvolumen bereits auf 527,37 Mio. Neuseeland-Dollar (NZ$) (ca. 304 Mio. US-Dollar) verdoppelt, mit 311,77 Mio. NZ$ brasilianischer und 215,59 Mio. NZ$ neuseeländischer Ausfuhren, aus denen sich ein Überschuss von 96,18 Mio. NZ$ erneut zu Gunsten Brasiliens ergab. Dabei waren Nahrungsmittelabfälle, minerale Kraftstoffe und Öle, Kaffee (mit Tee und Gewürzen), mechanische Maschinen, und Reisen nun die wichtigsten Ausfuhrposten Brasiliens nach Neuseeland. Zeitgleich waren Reisen zum größten Posten der Ausfuhrbilanz Neuseelands nach Brasilien geworden, gefolgt von pharmazeutischen Erzeugnissen, Milchprodukten, der Gruppe von Albuminen, Stärke und Klebern, und elektrischen Geräten und Maschinen.